# Pedro Cieza de León
Pedro Cieza de León, španski konkvistador in zgodovinar, * 1520, Llerena, † 1554, Seville.
Znan je kot kronik osvajanj inkovskega Peruja, španske kolonizacije Peruja in državljanskih vojn, ki so sledile osvojitvi.